# 罗安·威尔逊
罗安·威尔逊（西班牙語：Roan Wilson，2002年5月1日—），哥斯达黎加男子足球运动员。他曾代表哥斯达黎加国家队参加2022年国际足联世界杯，结果队伍止步小组赛阶段。